# Antheraea fasciata
Antheraea fasciata är en fjärilsart som beskrevs av Moore 1892. Antheraea fasciata ingår i släktet Antheraea och familjen påfågelsspinnare. Inga underarter finns listade i Catalogue of Life.